# Buffetia retinaculum
Buffetia retinaculum là một loài ốc hô hấp trên cạn, là động vật thân mềm chân bụng có phổi sống trên cạn thuộc họ Helicarionidae. Đây là loài đặc hữu của đảo Norfolk.